# Río Catarama
Der Río Catarama (abschnittsweise trägt der Fluss auch die Bezeichnungen Río Chuquirahuas, Río Chipe, Río Calabi, Río Zapotal und Río Ventanas) ist der etwa 190 km lange rechte Quellfluss des Río Babahoyo im Westen von Ecuador in den Provinzen Cotopaxi und Los Ríos.

## Flusslauf
Der Río Catarama entspringt in der Provinz Cotopaxi auf einer Höhe von etwa 4300 m in der Cordillera Occidental, 15 km südlich des Kratersees Quilotoa. Der Fluss heißt im Oberlauf Río Chuquirahuas. Er fließt anfangs 40 km nach Westen und erreicht das ecuadorianische Küstentiefland. 15 km östlich der Stadt Quevedo wendet sich der Fluss nach Süden. Nun trägt der Fluss die Bezeichnung Río Chipe. Bei Flusskilometer 58 mündet der Río Sibimbe von Osten kommend in den Fluss. Dieser passiert drei Kilometer unterhalb der Einmündung die Stadt Ventanas. Bei Flusskilometer 35 durchströmt der Fluss die Stadt Catarama. Schließlich erreicht er die Stadt Babahoyo, wo er sich mit dem Río San Pablo zum Río Babahoyo vereinigt.

## Hydrologie
Der Río Catarama entwässert ein Areal von etwa 4400 km². Das Einzugsgebiet erstreckt sich über das Küstentiefland unmittelbar am Fuße der Berge sowie über die Westflanke der Cordillera Occidental. Weiter westlich verläuft im Küstentiefland der Río Vinces.